# Maneater
„Maneater” este un cântec compus de Nelly Furtado, Timothy „Timbaland” Mosley, Jim Beanz și Nate „Danja” Hills pentru cel de-al treilea album al canadienei, Loose. 